# Bukovje, Postojna
Bukovje este o localitate din comuna Postojna, Slovenia, cu o populație de 151 de locuitori.